# Messier 29
A Messier 29 (más néven M29, vagy NGC 6913) nyílthalmaz a Hattyú csillagképben.

## Felfedezése
Az M29 nyílthalmazt 1764. július 29-én fedezte fel, majd katalogizálta Charles Messier francia csillagász. Egyike Messier saját eredeti felfedezéseinek.

## Tudományos adatok
A halmaz korát 10 millió évre becsülik, mivel öt legfényesebb csillaga mind a B0 színképosztályba tartozó óriás. A halmaz 28 km/s sebességgel közeledik felénk. A halmaz Trumpler-osztályát többféleképpen határozták meg:
- III,3,p,n (Trumpler)
- II,3,m (Götz)
- I,2,m,n (Kepple/Sanner)

## Megfigyelési lehetőség
Szabad szemmel nem látható. Legkönnyebben a γ Cygni (37 Cygni) csillagtól 1,7 fokra délre és egy kicsit keletre található meg.